# Gulden Draak
Gulden Draak (Dragon d’or) of tegenwoordig Gulden Draak Classic is een donker Belgisch bier van hoge gisting (10,5%) gebrouwen door Brouwerij Van Steenberge te Ertvelde. In 1998 bekroonde het American Tasting Institute Gulden Draak tot beste bier ter wereld.
Dit bier op basis van gerstemout bewaart minstens twee jaar en kent een nagisting op de fles of op het vat. Er bestond in de periode 2005–2013 een kerstversie (7,5%) met de naam Gulden Draak Vintage. Sinds 2011 is een nieuwe versie Gulden Draak 9000 Quadruple op de markt. Na enkele jaren als limited edition werd vanaf 2014, is ook de Gulden Draak Brewmaster aan het assortiment toegevoegd. In 2018 volgde de Gulden Draak Imperial Stout. In november 2020 werd het assortiment uitgebreid met de Gulden Draak Smoked.
De brouwer zelf omschrijft het product als het feestbier bij uitstek, maar het kan eveneens als dessertbier worden genuttigd. Het verschil zit hem in de serveertemperatuur: 5 °C of 12–15 °C.
Het bier is genoemd naar het vergulde beeld op de top van het Gentse Belfort

## Geur
Gulden draak heeft een sterke geur van alcohol, die een precieze definitie van het aroma bemoeilijkt. Toch dringt een krachtige neus van gerst en rijpe pruimen en/of kersen zich op. Verschillende proevers wereldwijd refereren aan een zoet koffiearoma. Het betreft hier echter duidelijk een milde koffie zoals die bijvoorbeeld in Groot-Brittannië wordt gezet.

## Smaak
Vergeleken met de geur, bevat de smaak heel wat minder alcohol. Het lijkt alsof zure krieken geblust worden met een bruine suiker. Nog voor de smaakpapillen het milde bittergehalte in de afdronk schatten, volgt een aangename verdoving door de 10,5% alcohol. Deze laatste stoort – zoals hoger vermeld – wel in de neus, niet in de mond. Opvallend is de quasi-afwezigheid van het gistaroma.

## Verpakking
Gulden Draak wordt geleverd in glazen flesjes van 33 cl, 75 cl en 1,5 liter, en in vaten van 30 l.